# 広電天満橋
広電天満橋（ひろでんてんまばし）は、広島県広島市の天満川に架かる鉄道橋。広島電鉄の軌道専用橋梁である。

## 概要
広島電鉄本線が通る、市内線唯一の複線電車専用橋である。桁の両外側に幅1.7mの歩道がついている。
東詰に広電小網町停留場があり、西に少し行くと天満町停留場がある。上流側に広島県道265号伴広島線筋の天満橋、下流側に広島市道比治山庚午線（平和大通り）筋の緑大橋が架かっている。
なお、資料によっては「天満町電車専用橋」「天満町鉄橋」と表記されている。

## 歴史
1912年（大正元年）、相生橋から己斐停留場（現在の広電西広島（己斐）駅）までの間が開業し広電本線が全面開通。それに伴い現在と同じ位置に天満町鉄橋が架けられた。当時は現在のような歩道は無く、単線軌道のみの橋で、車両や歩行者は当時の主要幹線筋であった天満橋を通っていた。
広電が開業当時はどの川にもすべて電車専用橋として架けられていたが、戦前には御幸橋・荒神橋と相生橋は道路・軌道併用橋に架け替えられている。1945年（昭和20年）8月6日、原爆被災、爆心地から1.05kmに位置した。爆風により桁がヒン曲がり枕木も数本燃えていたが落橋はしなかった。上流側の天満橋は火災で激しく燃えていたため、決死の避難者はここを渡って西へ逃げて行った。
同年9月の枕崎台風と同年10月の水害により天満川が増水し、最上流付近に架かる横川橋を残して、天満町鉄橋を含めてすべての橋が落橋してしまった。
戦後、戦災復旧事業などにより広電電車専用橋は次々と併用橋に架け替えられる中、この橋は一時木橋の電車専用橋に架けられていたが、1969年（昭和44年）に現在の歩道がついた電車橋に架け替えられている。